# Буковець (Малопольське воєводство)
Буковець (пол. Bukowiec) — село в Польщі, у гміні Коженна Новосондецького повіту Малопольського воєводства.
Населення — 282 особи (2011).
У 1975-1998 роках село належало до Новосондецького воєводства.

## Демографія
Демографічна структура станом на 31 березня 2011 року:
|          | Загалом | Допрацездатний вік | Працездатний вік | Постпрацездатний вік |
| -------- | ------- | ------------------ | ---------------- | -------------------- |
| Чоловіки | 155     | 34                 | 101              | 20                   |
| Жінки    | 127     | 29                 | 68               | 30                   |
| Разом    | 282     | 63                 | 169              | 50                   |